# Montres Valgine
 (avril 2020).
Montres Valgine (ou Guenat S.A. Montres Valgine) est une manufacture d'horlogerie et de joaillerie de luxe suisse créée en 1900 par Ali Guenat, et basée aux Breuleux dans le Jura Suisse. Depuis 2001, l'entreprise est chargée de la conception et la fabrication des montres du groupe Richard Mille dont elle devient une filiale en 2013.

## Histoire
L'histoire et le développement des Montres Valgine sont liés à la famille Guenat depuis quatre générations.
Ali Guenat est horloger et travaille pour de grandes marques horlogères suisse. En 1900, il acquiert un comptoir d'horlogerie dans les Franches-Montagnes qu'il nomme Ali Guenat - Montres Valgine. D’abord installé dans une ancienne ferme aux Breuleux, l’entreprise déménage dans de nouveaux locaux en 1950. Ce bâtiment historique a été rénové en 1972 puis agrandi en 2007.
Jusqu'à la Première Guerre mondiale, la production est artisanale, surtout composée de montres de poche (montre gousset), avec ou sans couvercle, en nickel ou en argent. À partir des années 1920, les montres bracelets font leur apparition et Ali Guenat suit le progrès en maintenant la qualité et la réputation de l’entreprise. Cette période est suivie par la crise économique des années 1930 qui est une période noire pour l’industrie horlogère. Cet à ce moment qu'Ali Guenat choisit de se spécialiser dans la production de mouvements de petites dimensions pour des marques prestigieuses.
Durant l'entre-deux-guerres ses trois enfants viennent l’épauler pour maintenir l’entreprise. Ainsi en 1935, sa fille Renée, spécialisée dans le réglage Breguet, entre dans l’entreprise et s’occupe de la gestion de la production[réf. souhaitée]. Elle quittera l’entreprise en 1982. En 1937 son fils Alphonse, horloger qualifié, devient responsable technique de l’entreprise jusqu’à sa retraite en 1986. En 1945, son fils cadet, Roger, va reprendre et assurer la direction commerciale jusqu’en 1986[réf. souhaitée]. Il quittera l’entreprise en 1992.

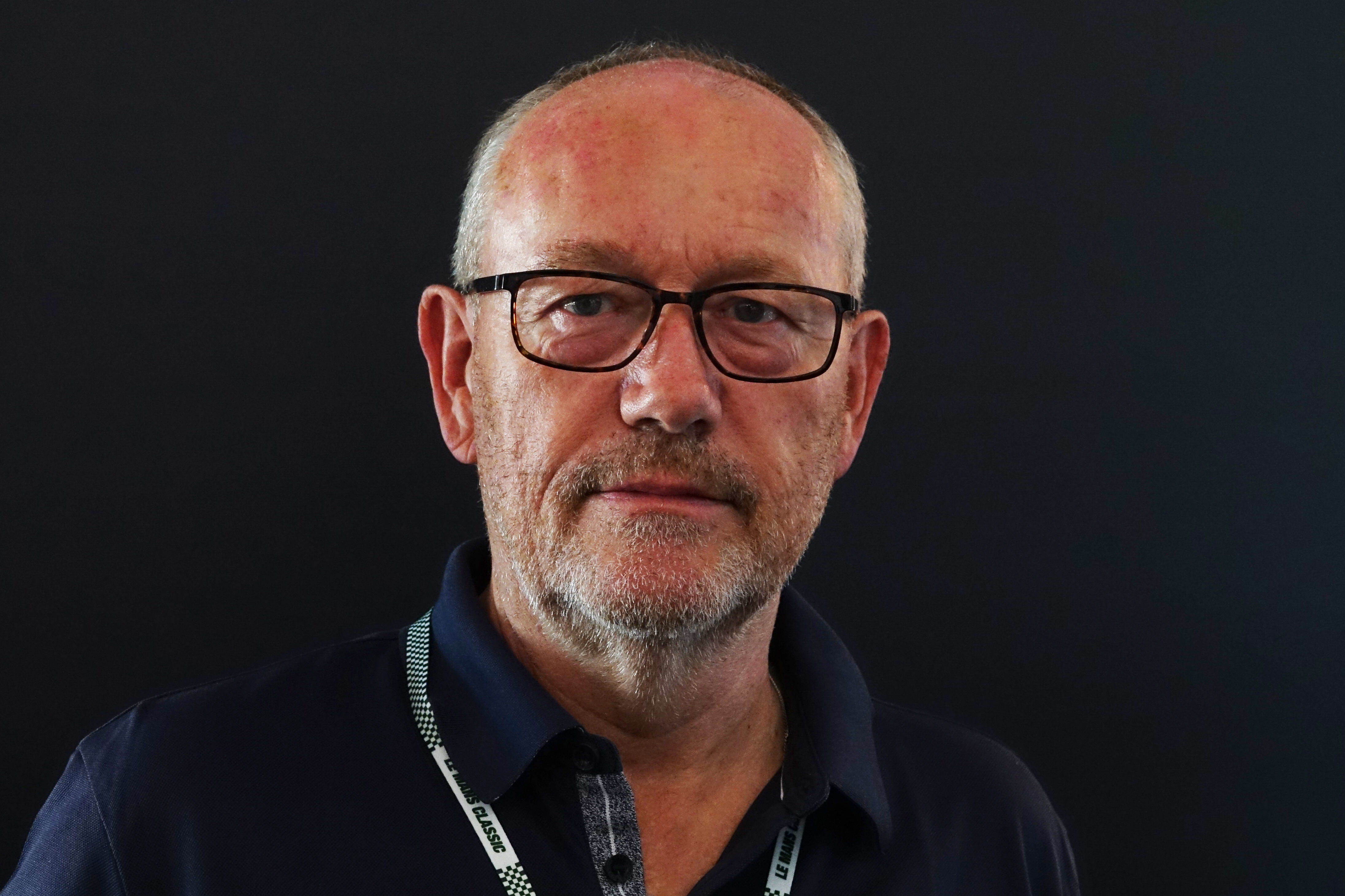
Dominique Guenat

Le 5 avril 1951, Ali Guenat et ses fils Alphonse et Roger se constituent en société et reprennent l'actif et le passif de l'entreprise qu'ils renomment « Les Fils d'Ali Guenat - Montres Valgine ».
En 1986, Dominique Guenat, troisième génération de la famille Guenat, entre dans l'entreprise. Il est le petit-fils d'Ali Guenat et le fils de Roger Guenat, né en 1952 à Le Noirmont en Suisse. Il assure la direction des Montres Valgines avec Jean Bourquard, qui travaille dans l'entreprise depuis 1976[réf. souhaitée].
En 1991, Dominique Guenat reprend seul la direction de l’entreprise. En se basant sur la réputation de la manufacture suisse, Dominique Guenat se tourne vers la haute horlogerie. La marque de montre Valgines est abandonnée et la manufacture produit ses propres mouvements « complications » essentiellement sous des labels privés (Private label). Sous l'impulsion de Dominique Guenat, l'entreprise se modernise.
À la suite de la croissance continue de la manufacture, la direction lance l’étude d’un projet d’agrandissement des locaux en 2005. Le choix du nouveau bâtiment se porte sur une construction moderne de 3 000 m2 en rupture avec l’architecture du bâtiment historique de 1950. Le bâtiment ouvre fin 2007, il est le premier bâtiment industriel du Jura à obtenir le label « Minergie ». 

### Richard Mille

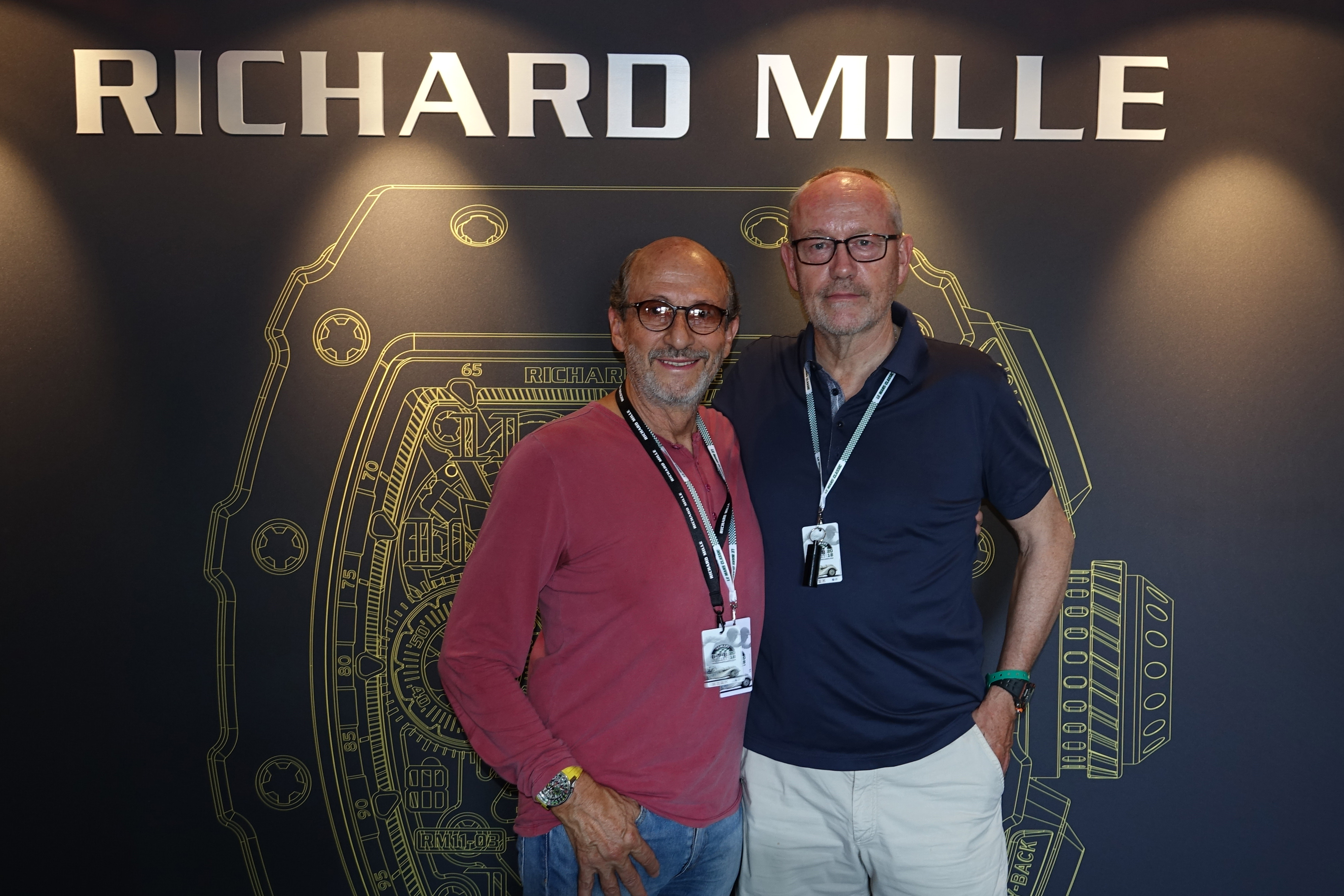
Richard Mille et Dominique Guenat - Fondateurs de la marque Richard Mille

En 1999, Dominique Guenat s'associe à l'industriel Richard Mille pour lancer leur projet d'une nouvelle marque horlogère. Les deux hommes se sont rencontrés en 1988 lorsque Richard Mille travaillait pour la Compagnie Générale Horlogère (CGH) à Besançon, puis avec qui les Montres Valgine ont participé à la réalisation de montres pour Mauboussin où il était Directeur général de la division « Joaillerie »[réf. souhaitée]. Bien que professionnelle, la relation entre les deux hommes conduira rapidement à une amitié, doublée d'une passion commune pour l’automobile, l'aéronautique et la mécanique. En 2001, ils fondent « Horométrie S.A. », la société d'exploitation de la marque de montres Richard Mille, dont l'entrepreneur éponyme est nommé président. Depuis, les Montres Valgines gèrent le développement, la conception et le montage des mouvements des montres de la marque.
Au Salon international de la haute horlogerie (SIHH) 2012, Richard Mille présente la RM 037 équipée du nouveau calibre automatique automatique CRMA1, premier mouvement manufacturé en interne, qui a réclamé 2 500 heures de développement aux ingénieurs de Guenat SA Montres Valgines[réf. souhaitée].
À la suite de la vente du fournisseur de boîtiers Donzé-Baume au groupe de luxe suisse Richemont en 2007, la manufacture horlogère entreprend d'investir pour usiner ses propres boîtiers et certains des composants de ses montres. Ainsi en 2013, Guenat SA - Montres Valgine et Horométrie SA rachètent 90 % des parts de « Prototypes Artisanales SA » située à Saignelégier à côté des Breuleux, le fondateur Alain Varrin conservant 10 %. Le groupe décide de construire un 3e bâtiment de 3 000 m2 dans la zone industrielle des Breuleux, pour accueillir sa nouvelle société sœur. L'entreprise fondée par Marco Poluzzi devient « ProArt » et travaille comme sous-traitant exclusif de la marque pour la réalisation des boîtiers et prototypes. Ce rachat stratégique permet à Guenat SA - Montres Valgine de devenir plus indépendante et de répondre au mieux à ses besoins en matière de réactivité et de productivité pour la marque de son groupe, Richard Mille. 

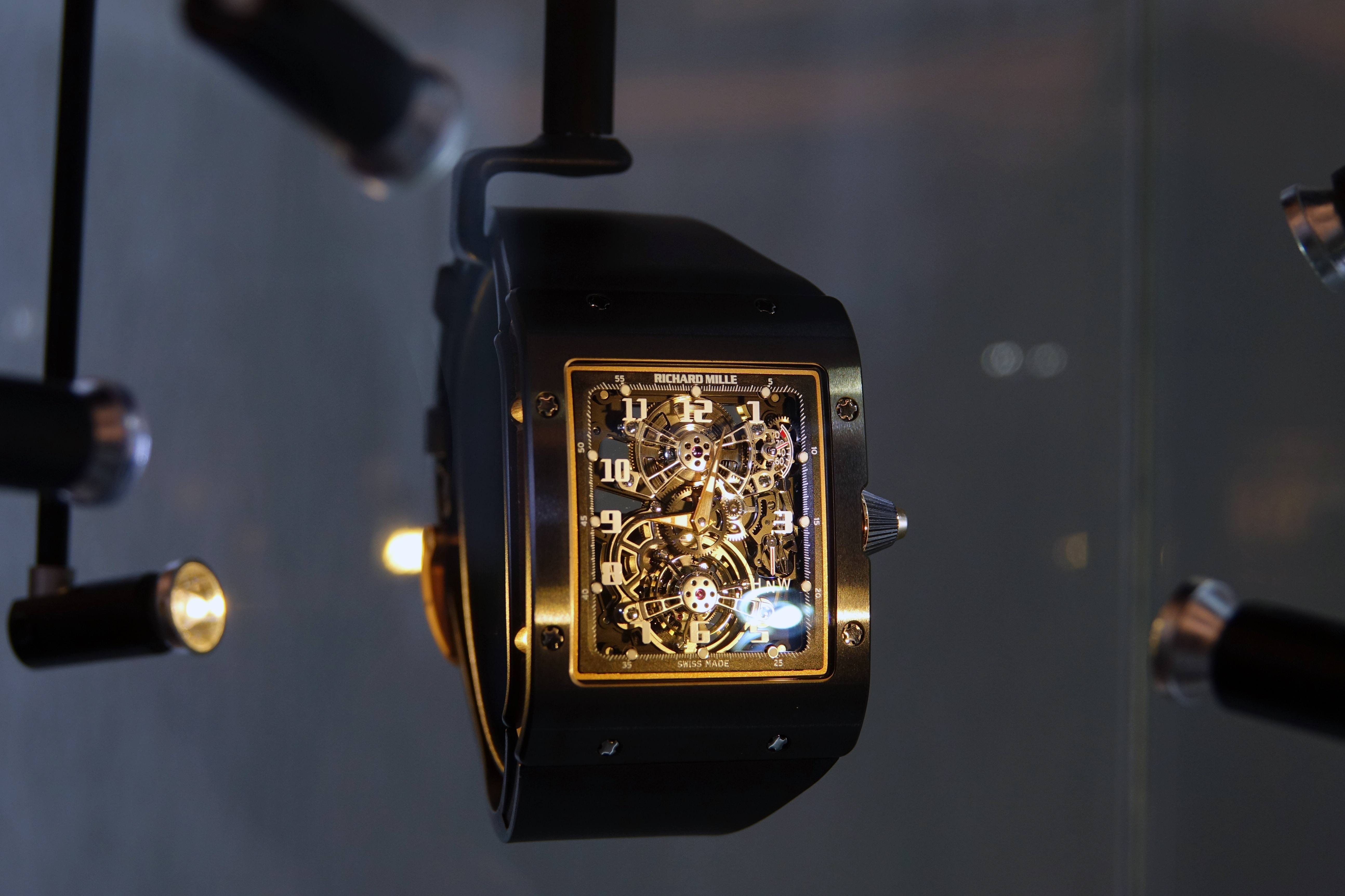
Montre Richard Mille RM 017 Tourbillon

En 2014, Guenat S.A - Montres Valgine rachète VMDH (Vital Morel Décalque Horlogère), un fournisseur historique basé à La Chaux-de-Fonds et spécialisé dans le décalque et la décoration horlogère. VMDH produit la totalité des cadrans et réhauts de la marque ainsi qu’une partie des aiguilles, et gère l’application des pigments phosphorescents de « SuperLuminova ». VMDH est présidée par Yves Mathys.
Fin 2017, des travaux d’agrandissement du site de ProArt ont débuté avec la construction d’un second bâtiment pour accueillir les bureaux de recherche et de développement, un laboratoire de tests ainsi que de nouveaux ateliers d’usinage.

### Situation
La manufacture est installée depuis plus de 100 ans dans le Jura Suisse, à 1 038 mètres d'altitude, dans la commune des Breuleux.

### Raison sociale
Au fil des années, l’entreprise a changé de nom :
| Année | Nom                                      | Désignation                  |
| ----- | ---------------------------------------- | ---------------------------- |
| 1900  | Ali Guenat - Montres Valgines            | Société simple               |
| 1951  | Les Fils d'Ali Guenat - Montres Valgines | Société en nom collectif     |
| 1976  | Les Fils d'A.Guenat S.A. Montres Valgine | Société anonyme              |
| 1990  | Guenat S.A. Montres Valgine              | Changement de raison sociale |

## Récompense
- Prix du Gouvernement jurassien de l'innovation et excellence (2011)